# 海洋大陸

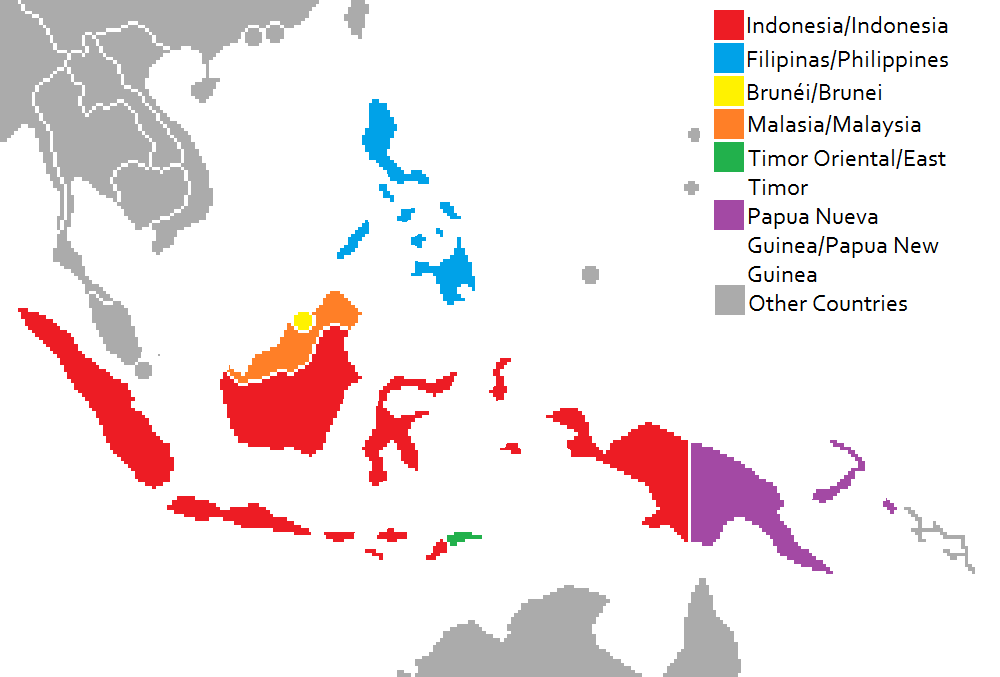
海洋大陸は東南アジアの島、半島、浅い海からなる地域

海洋大陸（かいようたいりく、英語: Maritime Continent）は、主に気象学や海洋学において、東南アジアのうち、ボルネオ島、ニューギニア島、その他インドネシアの島々、フィリピン諸島、マレー半島およびその周辺海域地域を指す名称。海大陸とも呼ばれる。
インド洋と太平洋の間にあり、熱帯暖水プールとして知られる暖かい海域に位置する。活発な対流活動域で、ウォーカー循環の上昇気流が生じている地域。
1968年にColin Ramageにより生み出された造語。通常は反対の気候を表す「海洋性」（湿潤）と「大陸性」（乾燥）という用語をつなげたものとなっている。
多くの島、半島で構成される多島海的な海陸分布で、陸地には山岳地帯もある。海域は主に浅海域で、東寄りの貿易風が浅海域に吹き寄せるため、海面水温が通年ほぼ28℃以上あって、概ね地球上で最も暖かい海域である。暖かい海水は大気に対流のエネルギーを供給し、陸地では加熱や地形の効果も対流を促す。
この地域の対流活動の変化は、ウォーカー循環のほかエルニーニョ・南方振動(ENSO)、マッデン・ジュリアン振動(MJO)、インド洋ダイポールモード現象にも影響し、世界の離れた地域にも降水などの天候パターンの異変をもたらす要因となることが知られている。また、アジアモンスーンやオーストラリアモンスーン（英語版）にも影響を及ぼしている。